# Grace Hartigan
Grace Hartigan (née à Newark le 28 mars 1922 et morte le 15 novembre 2008 à Baltimore) est une artiste peintre américaine souvent décrite comme une expressionniste abstraite de seconde génération, sans pour autant que son œuvre rompe complètement avec la tradition figurative.
Membre de l'École de New York, amie de luminaires tels Jackson Pollock et Willem de Kooning, ses toiles aux couleurs vives illustrent parfois des objets du quotidien et des personnes de la culture populaire, ce qui fait dire à certains critiques que son œuvre préfigure le pop art,.
Elle connaît tôt le succès dans l'expressionnisme abstrait, sans pour autant être à l'aise avec l'étiquette, puis devient célèbre comme pionnière du pop art, qu'elle hait, pour enfin voir sa notoriété diminuer, alors que l'expressionnisme abstrait laisse la place au pop art et au minimalisme. Elle passe les dernières décennies de sa vie à Baltimore où elle enseigne la peinture à l'École de peinture Hoffberger au Maryland Institute College of Art.

## Biographie

### Jeunesse
Née à Newark, dans le New Jersey, Grace Hartigan est l'aînée de quatre enfants d'ascendance irlandaise et anglaise. Son père est comptable, et sa mère, agente dans l'immobilier. Elle grandit à Bayonne, dans un milieu rural. À l'âge de 5 ou 6 ans, malade de la pneumonie, elle apprend par elle-même la lecture et les rudiments du dessin. La famille déménage à Milburn ensuite.
Sa tante et sa grand-mère encouragent sa créativité, lui chantent des chansons et lui racontent des histoires. Au highschool, elle veut devenir actrice. À dix-sept ans, trop pauvre pour étudier à l'université, elle se marie à Robert Jachens. Le couple prévoit d'abord de vivre comme des pionniers en Alaska, mais ne se rend pas plus loin que la Californie, car ils tombent à court d'argent et la jeune femme découvre qu'elle attend un enfant. Hartigan commence à peindre, encouragée par son mari. Ce dernier est conscrit en 1942.
Au milieu des années 1940, Hartigan retourne à Newark et confie la garde de son fils Jeffrey à ses beaux-parents. Elle travaille comme dessinatrice dans une usine d'avion pour subvenir à ses besoins et ceux de son fils. Elle étudie le dessin de construction mécanique au Newark College of Engineering. Durant cette période, elle étudie la peinture avec Isaac Lane Muse, avec qui elle se lie. Elle apprend à connaître l'œuvre d'Henri Matisse et se familiarise avec The Natural Way to Draw de Kimon Nicolaïdes, qui influencera sa peinture.

### Succès à New York: 1945 à 1960

#### Expressionnisme abstrait

Core Flow, de Marendo Müller (2015). Toile inspirée par l'expressionnisme abstrait. Ce mouvement artistique met l'accent sur le surréalisme et la création automatique.

En 1945, Hartigan et Muse déménagent à New York. Elle commence à travailler comme éditrice pour une société qui fait de l'étude de marché. En 1947, elle divorce de Robert Jachens. En 1949, elle loue un studio sur Grand Street dans le Lower Manhattan. La même année, elle se remarie avec l'artiste Harry Jackson, mais le mariage est annulé après un an, en partie à cause de la tension causée par l'attention exceptionnelle que reçoit sa production artistique. Elle mène une vie d'excès dans la métropole américaine. Sans le sou après l'annulation de son mariage, elle fait du mannequinat pour Hans Hoffman.
Elle se joint rapidement à la communauté artistique du centre-ville, plus particulièrement au cercle des expressionnistes abstraits, qui se réunissent à la Cedar Tavern. Ses amis new-yorkais incluent Jackson Pollock, Larry Rivers, Helen Frankenthaler, Willem et Elaine de Kooning, Knox Martin ainsi que de nombreux autres luminaires des scènes artistique et littéraire. Elle entretient une amitié durable avec Frank O'Hara (ils se brouilleront, avant de se réconcilier finalement avant la mort de ce dernier en 1966). Elle a également des relations privilégiées avec le critique influent Clement Greenberg, dont l'aide est précieuse.
Hartigan se fait connaître comme membre du mouvement artistique École de New York (New York School), qui regroupe des peintres et d'autres artistes qui percent à New York entre 1940 et 1960. Le mouvement se réclame descendant du surréalisme et de l'avant-garde. La peintre connaît le succès rapidement. Sa toile Persian Jacket, peinte au début des années 1950, est achetée par le prestigieux musée d'art moderne de New York. Elle expose ses toiles dans les grandes galeries, incluant les galeries Kootz et Tibor de Nagy. Son style très remarqué emploie des couleurs très vives et une composition puissante, énergique et dense. Elle est respectée au sein du mouvement, en partie à cause de sa participation déterminée.
Elle est souvent considérée comme s'inscrivant dans « un expressionnisme abstrait de seconde génération », fortement influencée par ses collègues de l'époque (expressionnistes de première génération), même si l'étiquette la met mal à l'aise. Elle comprend bien le mouvement, mais n'en saisit pas les motivations internes. Le courant artistique est, de plus, dominé par les hommes. Elle signe « George Hartigan » jusqu'en 1953, pensant ainsi être prise davantage au sérieux.

#### Grand Street Brides(1954): Hartigan se détourne de l'abstraction pure
Même si elle commence sa carrière en créant des œuvres appartenant davantage à l'abstraction pure, Hartigan commence à incorporer des éléments plus reconnaissables comme des fruits ou des vêtements, dès 1952. Elle estime que ces éléments picturaux sont essentiels pour créer l'émotion. Elle dit de ce changement « Je devais vraiment inclure quelque chose de la vie autour de moi, même si ce n'était que des fragments, des petits instants remémorés, des dérobades, des reflets d'un coin, un morceau de fruit, un vendeur qui passe, quelque chose. ».
En 1952, Grace Hartigan avait déjà commencé la peinture figurative à partir des tableaux de maîtres anciens. Clement Greenberg, un influent critique d'art à New York, soutient avec enthousiasme l'expressionnisme abstrait de Hartigan, mais condamne sa peinture figurative. Cette discorde entraîne sa rupture d'avec Greenberg, qui n'écrira plus jamais sur elle. La peinture inspirée des maîtres anciens fait s'épanouir le talent de Hartigan pour la représentation de l'espace, de la lumière, des formes et de la structure. Quelques exemples de ces peintures incluent River Bathers (1953), Knight, Death, and Devil (1952), et The Tribute Money (1952) inspirées respectivement par Matisse, Dürer et Rubens.
Inspirée par les vitrines des nombreuses boutiques de robes de mariée qui ont pignon sur Grand Street, là où se trouve son atelier, Hartigan commence à peindre des groupes de mannequins vêtus de robes de mariée. Grand Street Brides (1954, au Whitney Museum of American Art), basé sur La Famille de Charles IV de Goya, est le résultat de ce labeur, et attire rapidement l'attention des critiques et des collectionneurs. La peinture, créée pour représenter « une étrange rivalité entre espoir et laideur » contribue à confirmer la réputation de l'artiste. Dans la toile de Goya, les femmes aristocrates sont dépeintes comme des objets à vendre, et la toile de Hartigan fait écho à ce mercantilisme, en montrant les femmes qui se marient comme des commodités. Certains critiques estiment que Grand Street Brides délimite une passerelle artistique entre expressionnisme abstrait, néo-dada et le pop art.
Plus tard, Hartigan (qui a déjà divorcé deux fois) dira « Le thème du mariage est pour moi un concept dénué de sens […] cela semble tellement grotesque de se soumettre à toute cette agitation ». Elle déclare également : « Je peins les choses contre lesquelles je m'oppose pour essayer de les rendre merveilleuses ».
Ses œuvres sont exposées à travers le monde. En 1955 et 1956, une partie de la collection permanente du « MoMA » est exposée en Europe, et inclut ses peintures. En 1958 et 1959, l'importante exposition itinérante The New American Painting inclut ses créations (elle est la seule femme représentée) et contribue à diffuser l'expressionnisme abstrait en Europe. On expose aussi les toiles de Hartigan au Japon, au Brésil et en Inde. De grands collectionneurs et les musées importants, incluant le Guggenheim, achètent ses œuvres.
En 1958, le magazine Life la décrit comme « la plus réputée des jeunes femmes peintres américaines »,.
En 1959, Grace Hartigan se marie avec Robert Keene, un galeriste, pour divorcer un an plus tard.

### Retraite à Baltimore: années 1960
En 1960, Hartigan rencontre le docteur Winston Price, un épidémiologiste à l'université Johns Hopkins, et l'épouse peu après. Hartigan déménage ensuite à Baltimore pour vivre avec son quatrième mari.
Son style se métamorphose à cette époque et elle commence à créer des peintures plus transparentes et des collages à l'aquarelle. Elle expérimente notamment avec la sérigraphie, la lithographie. Maintenant soustraite à l'intense attention des critiques, elle mène une vie créative plus isolée. Les mouvements artistiques changent aux États-Unis, et l'expressionnisme abstrait est maintenant éclipsé par le minimalisme et le pop art. Ce dernier répugne à Hartigan, qui en dira notamment que « ce n'est pas de la peinture, car la peinture doit avoir un contenu et de l'émotion ». L'intérêt pour sa création artistique décline, une tendance à la baisse qui se poursuivra jusqu'à la fin des années 1970.
Elle explique son changement de voie artistique : « J'ai quitté les gémissements et l'angoisse. Le cri est devenu chant. » Des exemples de son nouveau style incluent les tableaux Phoenix, William of Orange, et Lily Pond, tous achevés en 1962. La même année, Hartigan peint Monroe, marquant un changement dans son style, maintenant plus chargé d'anxiété. The Hunted (1963), Human Fragment (1963) et Mistral (1964) sont des représentations de cet état d'esprit et de son approche de la peinture à ce moment. L'assassinat de John Kennedy et la montée du pop art ont lieu à cette époque. Hartigan dit de ces temps-là : « Un malaise s'était emparé du monde. Socialement, moralement et culturellement, les États-Unis semblaient un endroit effrayant et étranger » (Mattison 68).
En 1965, Hartigan est nommée directrice de l'École de peinture Hoffberger au Maryland Institute College of Art (MICA), un programme de formation en peinture créé sur mesure pour ses talents. Elle y enseignera jusqu'en 2007, un an avant sa mort. Ses étudiants l'apprécient vivement.
Les peintures plus gaies des années 1960 incluent Reisterstown Mall (1965) et Modern Cycle (1967), dans lesquelles elle continue à puiser dans la culture populaire, tout en conservant sa touche expressive. L'acrylique Inclement Weather, datant de 1970, offre des éléments décidément reconnaissables.
When the Raven was White, littéralement « Quand le corbeau était blanc » (1969), est la première toile commémorative depuis Frank O'Hara (1966) et préfigure les peintures que la peintre exécutera au cours des années 1970. Dédiée à la mémoire de son amie Martha Jackson, l’œuvre a également des éléments autobiographiques. La peinture représente l'espoir en des temps sombres, et montre qu'il fut un temps avant que « le corbeau ne devienne noir ».
Hartigan vit des épreuves difficiles : elle est aux prises avec l'alcoolisme. Elle doit aussi composer avec le déclin de la santé de son mari, Winston Price. Il cherchait un vaccin pour guérir l'encéphalite et avait testé le vaccin sur lui-même en 1969, avec des résultats désastreux. Il contracte une méningite et souffre très rapidement d'une extrême dépression, est hospitalisé, et décline mentalement et physiquement jusqu'à sa mort en 1981.

### Période autobiographique: années 1970
Les années 1970 sont une époque chargée d'images autobiographiques dans l'œuvre de l'artiste. Influencée par le cubisme au début de sa formation, Hartigan montre cet intérêt dans les toiles des années 1970. Les peintures ont des compositions touffues aux espaces exigus, et représentent des collections de sujets reconnaissables.
Elle peint des toiles commémorant la vie de Martha Jackson, Franz Kline, Frank O'Hara, son père et Winston Price.
Au cours de cette décennie, Philip Guston devient l'artiste le plus proche de l'artiste. Cette dernière tente également de cesser de consommer de l'alcool.
Harold Rosenberg, un critique d'art avec qui Hartigan avait correspondu depuis sa séparation d'avec Clement Greenberg dans les années 1950, continue à faire partie de la vie de la peintre dans les années 1970. Il fait valoir que « l'ennemi de l'art, c'est la conformité, pas seulement aux valeurs d'un État totalitaire ou à celles d'une société de consommation, mais la conformité à son propre style » (Mattison 88).
En 1972, elle est incluse dans Some Living American Women Artists, un collage féministe de Mary Beth Edelson.
Beware of Gifts (1971), Another Birthday (1971), Summer to Fall (1971–72), Black Velvet (1972), Autumn Shop Window (1972), Purple Passion (1973), Coloring Book of Ancient Egypt (1973), I Remember Lascaux (1978) et Twilight of the Gods (1978) sont tous peints à cette période.

### Fin de carrière: années 1980 et 1990
En 1981, son mari décède, et elle fait une tentative de suicide l'année suivante. La tragédie la mène à ne plus consommer d'alcool.
Dans les années 1980, Grace Hartigan revient à certaines images figuratives du début de sa carrière. Les toiles représentent des poupées en papier, des saints, des chanteurs d'opéra, ou encore des reines.
Reconnue comme une des figures incontournables du mouvement expressionniste, son œuvre regagne en popularité. En 1992, on fait une exposition de ses œuvres aux galeries ACA à New York. Son utilisation de l'imagerie commerciale dans ses œuvres lui vaudra notamment de faire partie de l'exposition Hand-Painted Pop en 1993, même si le mouvement lui déplaît. Elle dit toutefois à l'époque qu'elle « préfère être pionnière d'un courant artistique [qu'elle] hait plutôt que d'être de la seconde génération d'un courant qu'elle aime ». Elle est également vue comme une pionnière de l'art féministe, bien qu'elle réprouve que l'on apprécie son œuvre en fonction de son sexe.

### Décès
Grace Hartigan meurt en novembre 2008 d'insuffisance hépato-cellulaire. Son fils Jeffrey Jachens était mort deux ans auparavant.

## Autres œuvres notables
Oranges : En novembre 1952, Hartigan et son ami proche Frank O'Hara commencent un projet de collaboration appelé Oranges. Frank O'Hara avait écrit un recueil de quatorze poèmes alors qu'il était étudiant à Harvard. Hartigan crée une peinture en réponse à chacun des poèmes, en intégrant le texte de chacun dans l'image.
Marilyn (1962) : L'année de la mort de la célèbre actrice, Grace Hartigan exécute une peinture de Marilyn Monroe. Sa peinture, une représentation expressive de Monroe, diffère du style impersonnel d'artistes tels qu'Andy Warhol. Inspirée de plusieurs photographies, Hartigan sent que sa peinture fragmentée et à demi abstraite représente l'actrice plus honnêtement que son image publique glamour.
Reisterstown Mall (1965): La peintre revient à sa fascination pour les vitrines de magasins, mais avec une vision renouvelée et moderne. Elle se tourne à nouveau vers une imagerie plus reconnaissable, mais fait flotter les objets dans une composition dynamique et circulaire. Même si elle représente une pléthore d'objets reconnaissables, ce n'est pas du pop art. La peintre a « toujours été trop passionnée par son sujet pour adopter la perspective pince-sans-rire du pop art ».
Modern Cycle (1967) : Cette toile capture la fascination des Américains pour les machines, dans les années 1960. C'est cette adoration que Hartigan parodie dans Modern Cycle, une touche humoristique qui revient souvent dans son travail.